# T.J. Helmerich
T.J. Helmerich is een Amerikaanse gitarist en audio-technicus.

## Biografie
Helmerich is bekend door de ontwikkeling van een unieke 8-vingerige speelstijl op zijn gitaar. Hij produceerde/leidde meer dan 110 publicaties en hij werkte met vele grote namen uit de muziekbusiness. Hij speelde en toerde met Dweezil Zappa (Zappa Plays Zappa), Planet X, Autograph, Paul Gilbert, Eddie Jobson en anderen. Hij werd uitgelicht in gitaartijdschriften, in advertenties, artikelen, recensies en lessen. Samen met de Australische gitarist Brett Garsed hielp hij de richting te bepalen van de instrumentale gitaarmuziek gedurende de jaren 1990 en vestigden het genre dat nu bekend is als rockfusion.
Helmerich woont in North Hollywood. Hij leidt gitaar- en audiotechniekcursussen aan het Musicians Institute in Hollywood, waar hij het programma Recording Institute of Audio Engineering (RIT) in het leven riep. Hij bekleedde daar 10 jaar lang de functie van directeur en onderwees 20 jaar aan het college.

## Discografie

### Met gitarist Brett Garsed
- 1992: Quid Pro Quo
- 1994: Exempt
- 1999: Under the Lash of Gravity
- 2001: Uncle Moe's Space Ranch
- 2007: Moe's Town

### Als gitarist en zanger
- When Four Become One - (Vinyl 1985) (Premonition Records)
- Chicago's Class of '87 - (Vinyl 1987) (Premonition Records)
- Dog Party - Scott Henderson
- Buzz - Autograph
- Guitar on the Edge (Volumes 1-3) - (Legato Records)
- On the Brink - Monica Mancillas
- Centrifugal Funk  - (Legato Records)
- Goovin' In Tongues - Bobby Rock
- Guitarapalooza Vol. 1 - (Woo Music)
- The Loner-Tribute to Jeff Beck- (ESC Records)
- Fearless - ZIV
- Serious Young Insects - Virgil Donati
- Party with Yourself - Gnaposs
- Liquid Piece of Me - Sergio Buss
- Out of Body - Bobby Rock
- Go with what you know - Dweezil Zappa
- Outsider - Gnaposs
- This is Fusion Guitar  (Tone Center Records)
- Return of the Son of... - Dweezil Zappa